# 戈夫斯敦 (新罕布什爾州)
戈夫斯敦（英語：Goffstown）是一個位於美國新罕布什爾州希爾斯波羅縣的鎮。

## 人口
根據2020年美國人口普查的數據，戈夫斯敦的面積為97.40平方千米，當中陸地面積為95.90平方千米，而水域面積為1.50平方千米。當地共有人口18577人，而人口密度為每平方千米191人。